# Ökölvívás az 1928. évi nyári olimpiai játékokon
Az 1928. évi nyári olimpiai játékokon az ökölvívásban nyolc súlycsoportban avattak olimpiai bajnokot.

## Éremtáblázat
(Magyarország és a rendező ország csapata eltérő háttérszínnel, az egyes számoszlopok legmagasabb értéke illetve értékei vastagítással kiemelve.)
| Az 1928. évi nyári olimpiai játékok éremtáblázata ökölvívásban | Az 1928. évi nyári olimpiai játékok éremtáblázata ökölvívásban | Az 1928. évi nyári olimpiai játékok éremtáblázata ökölvívásban | Az 1928. évi nyári olimpiai játékok éremtáblázata ökölvívásban | Az 1928. évi nyári olimpiai játékok éremtáblázata ökölvívásban | Olimpia  |
| -------------------------------------------------------------- | -------------------------------------------------------------- | -------------------------------------------------------------- | -------------------------------------------------------------- | -------------------------------------------------------------- | -------- |
|                                                                | Ország                                                         | Arany                                                          | Ezüst                                                          | Bronz                                                          | Összesen |
| 1.                                                             | Olaszország (ITA)                                              | 3                                                              | 0                                                              | 0                                                              | 3        |
| 2.                                                             | Argentína (ARG)                                                | 2                                                              | 2                                                              | 0                                                              | 4        |
| 3.                                                             | Hollandia (NED)                                                | 1                                                              | 0                                                              | 1                                                              | 2        |
| 4.                                                             | Magyarország (HUN)                                             | 1                                                              | 0                                                              | 0                                                              | 1        |
| 4.                                                             | Új-Zéland (NZL)                                                | 1                                                              | 0                                                              | 0                                                              | 1        |
|                                                                |                                                                |                                                                |                                                                |                                                                |          |
| 6.                                                             | Egyesült Államok (USA)                                         | 0                                                              | 2                                                              | 2                                                              | 4        |
| 7.                                                             | Svédország (SWE)                                               | 0                                                              | 1                                                              | 1                                                              | 2        |
| 8.                                                             | Csehszlovákia (TCH)                                            | 0                                                              | 1                                                              | 0                                                              | 1        |
| 8.                                                             | Franciaország (FRA)                                            | 0                                                              | 1                                                              | 0                                                              | 1        |
| 8.                                                             | Németország (GER)                                              | 0                                                              | 1                                                              | 0                                                              | 1        |
|                                                                |                                                                |                                                                |                                                                |                                                                |          |
| 11.                                                            | Belgium (BEL)                                                  | 0                                                              | 0                                                              | 1                                                              | 1        |
| 11.                                                            | Dánia (DEN)                                                    | 0                                                              | 0                                                              | 1                                                              | 1        |
| 11.                                                            | Dél-afrikai Unió (RSA)                                         | 0                                                              | 0                                                              | 1                                                              | 1        |
| 11.                                                            | Kanada (CAN)                                                   | 0                                                              | 0                                                              | 1                                                              | 1        |
|                                                                |                                                                |                                                                |                                                                |                                                                |          |
| Összesen                                                       | Összesen                                                       | 8                                                              | 8                                                              | 8                                                              | 24       |

## Érmesek
| Az 1928. évi nyári olimpiai játékok érmesei ökölvívásban |                                        |                                          |                                          |
| Versenyszám                                              | Arany                                  | Ezüst                                    | Bronz                                    |
| Nehézsúly                                                | Arturo Rodríguez · Argentína (ARG)     | Nils Ramm · Svédország (SWE)             | Michael Michaelsen · Dánia (DEN)         |
| Félnehézsúly                                             | Víctor Avendaño · Argentína (ARG)      | Ernst Pistulla · Németország (GER)       | Karel Miljon · Hollandia (NED)           |
| Középsúly                                                | Piero Toscani · Olaszország (ITA)      | Jan Heřmánek · Csehszlovákia (TCH)       | Léonard Steyaert · Belgium (BEL)         |
| Váltósúly                                                | Ted Morgan · Új-Zéland (NZL)           | Raúl Landini · Argentína (ARG)           | Raymond Smillie · Kanada (CAN)           |
| Könnyűsúly                                               | Carlo Orlandi · Olaszország (ITA)      | Stephen Halaiko · Egyesült Államok (USA) | Gunnar Berggren · Svédország (SWE)       |
| Pehelysúly                                               | Bep van Klaveren · Hollandia (NED)     | Víctor Peralta · Argentína (ARG)         | Harold Devine · Egyesült Államok (USA)   |
| Harmatsúly                                               | Vittorio Tamagnini · Olaszország (ITA) | John Daley · Egyesült Államok (USA)      | Harry Isaacs · Dél-afrikai Unió (RSA)    |
| Légsúly                                                  | Kocsis Antal · Magyarország (HUN)      | Armand Apell · Franciaország (FRA)       | Carlo Cavagnoli · Egyesült Államok (USA) |